# Старосілля (Коростенський район)
Старосі́лля — село в Україні, в Коростенському районі Житомирської області. Населення становить 164 осіб. Входить до складу Лугинської селищної громади.

## Історія
Колишня назва Макаківка.
У 1906 році село Лугинської волості Овруцького повіту Волинської губернії. Відстань від повітового міста 52 версти. Дворів 59, мешканців 347.